# Sofia (visdom)

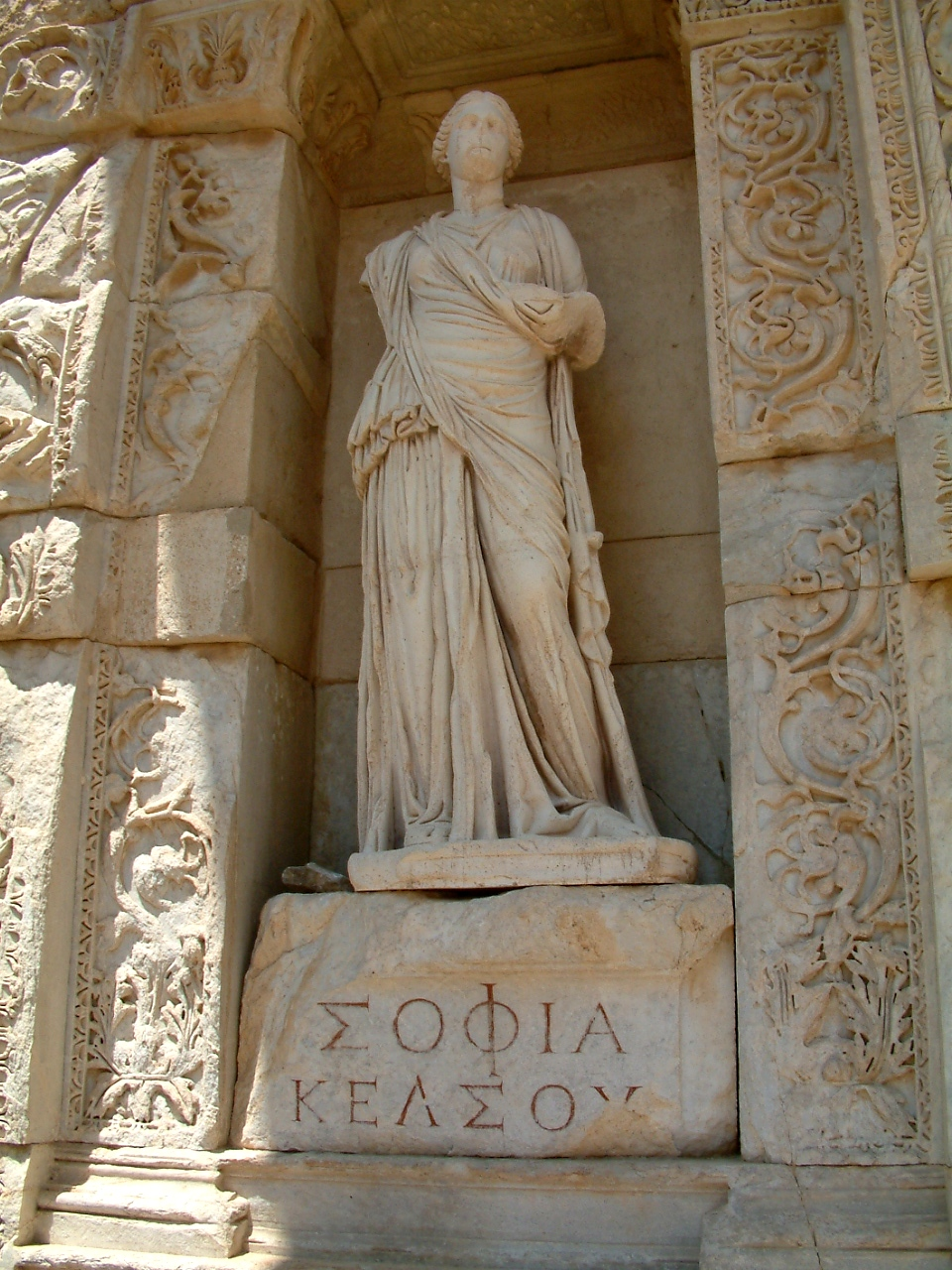
Visdomen (grekiska Σοφία eller Sofia) personifierad vid Celsus-biblioteket i Efesos, Turkiet.

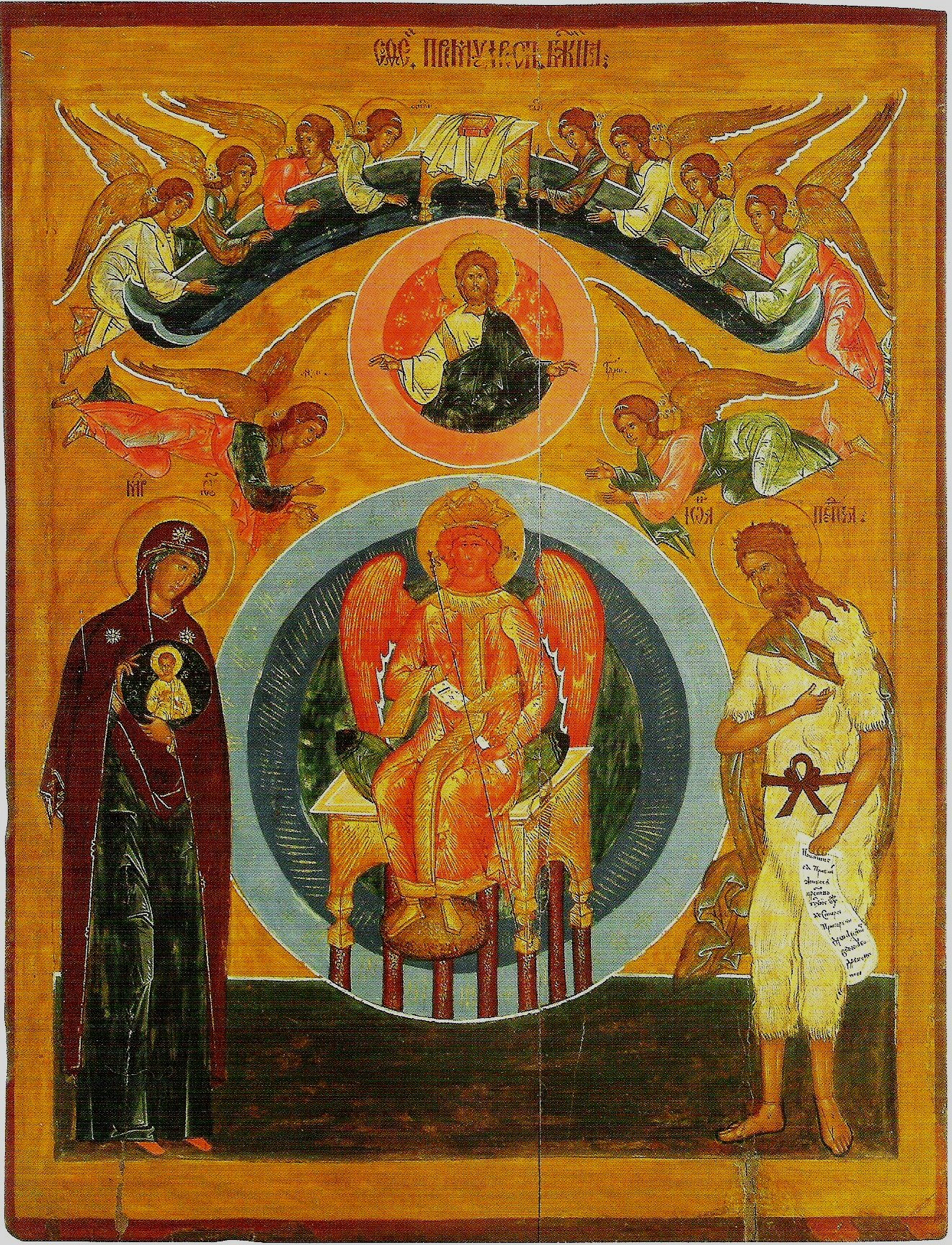
Ikon med den heliga Sophia i St. Sophia-katedralen i Vologda, 1500-talet.

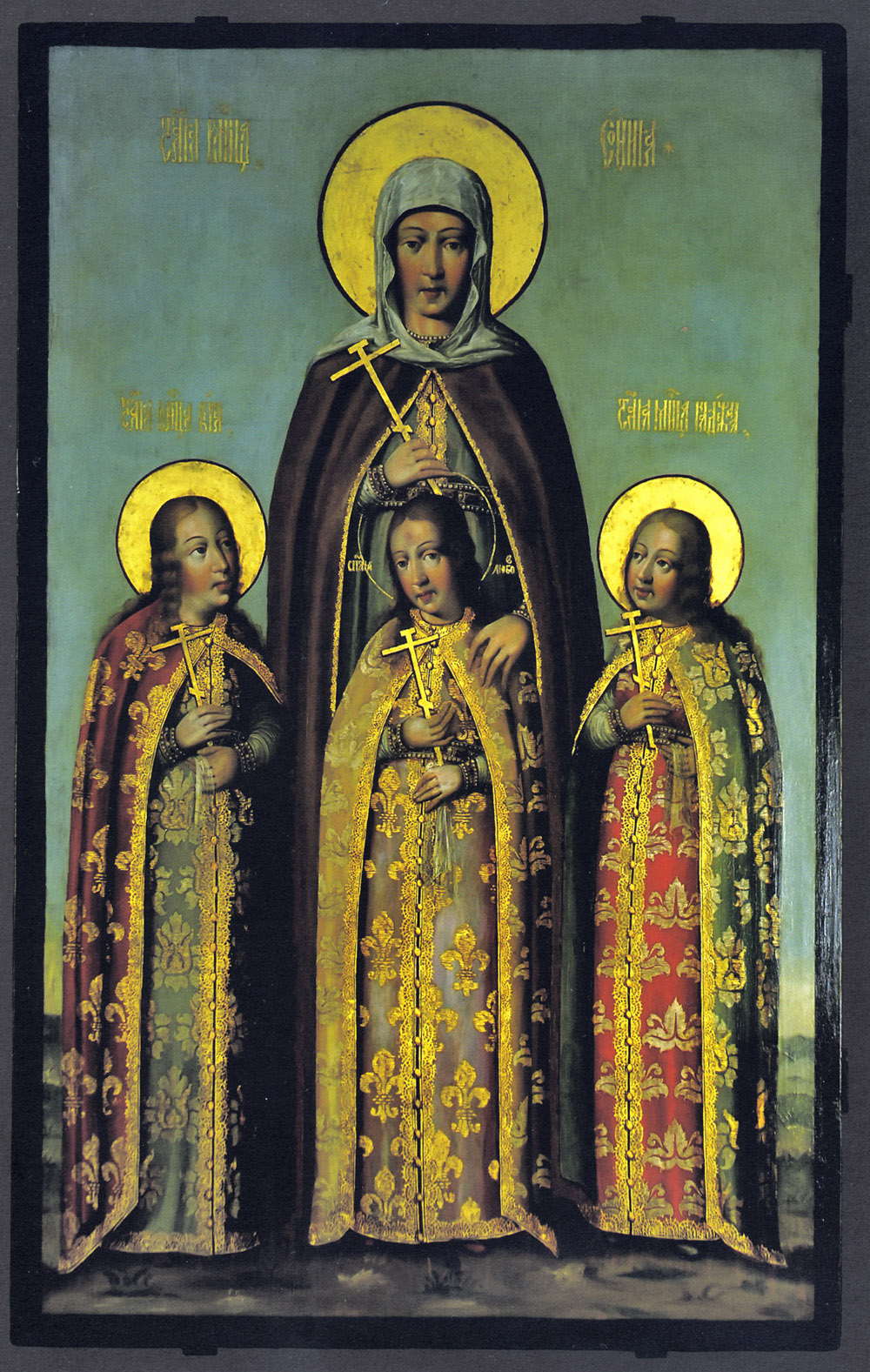
Martyrerna Tro, Hopp och Kärlek och deras mor Sophia, 1685. Från katedralen vid Novodevitjijklostret i Moskva.

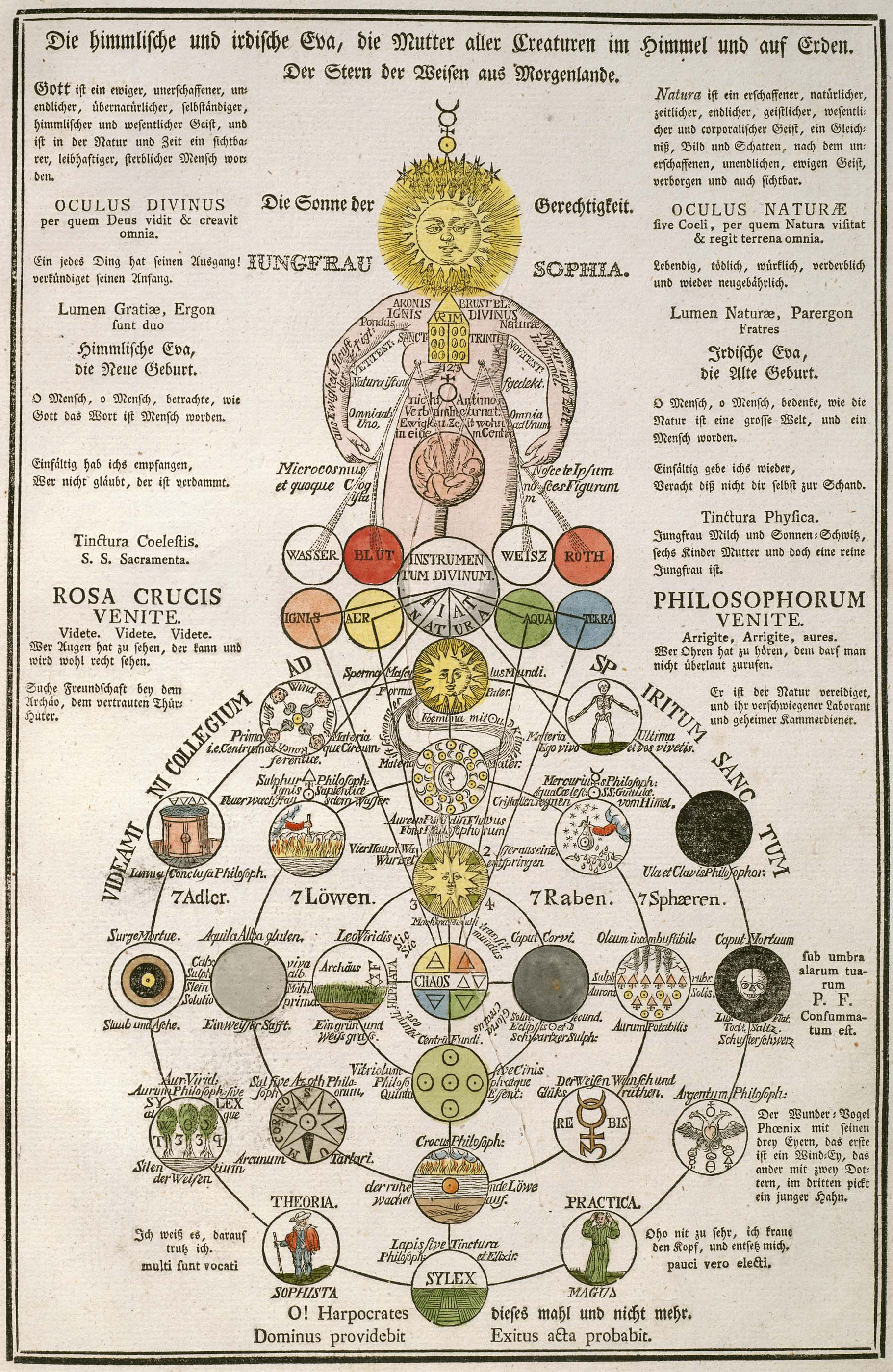
Hemliga symboler kring Jungfru Sophia i ett dokument med anknytning till Rosenkreuzarna, Altona, Tyskland, 1785.

Sofia (Σoφíα, grekiska för "visdom") är ett centralt begrepp i hellenistisk filosofi och religion, platonism, gnosticism, ortodox kristendom och esoterisk kristendom, såväl som kristen mystik. 

## Sophia som symbol och personifikation
Sofiologin är ett filosofisk koncept om visdom, såväl som ett teologiskt koncept när det gäller visdomen hos Gud. Enligt kristen teologi beskriver "visdom" (hebreiska Chokmah, grekiska Sophia, latin Sapientia) en aspekt av Gud, eller det teologiska konceptet rörande Guds vishet. Paulus hänvisar till konceptet, bland annat i Första Korinterbrevet, men dekonstruerar då oklart världslig visdom:
"Var finns nu de visa, de skriftlärda och denna världens kloka huvuden? Har inte Gud gjort världens vishet till dårskap?" (1 Kor. 1:20).
Paulus ställer världslig visdom mot en högre visdom hos Gud:
"Vad vi förkunnar är Guds hemlighetsfulla vishet, som var fördold men som redan före tidens början av Gud var bestämd att leda oss till härlighet" (1 Kor. 2:7).
I den Östligt ortodoxa kyrkans mystiska teologi förstås visdom som det gudomliga Logos, "Ordet", som blev inkarnerat som Jesus Kristus. I den Heliga Familjen representeras Sofia ofta av Theotokos (gudaföderskan, Jungfru Maria). Sofia uttrycks som den heliga visdomen hos Gud och helgonen, erhållen genom ödmjukhet, och Maria som Guds moder ses som det första och största av alla helgon. Enligt Östortodox kristendom är ödmjukhet den högsta visdomen bör eftersträvas mer än någon annan dygd. Det är ödmjukhet som uppodlar den heliga visdomen och som i motsats till kunskap är den avgörande egenskap som förlänar människor frälsning och tillträde till himmelriket. Begreppet Sofia har kämpats med som en viktig del av gudomen (Treenigheten) bland vissa östligt ortodoxa religiösa tänkare.
Hagia Sofia eller Heliga Visdomens kyrka i Konstantinopel var den Östligt ortodoxa kyrkans religiösa centrum i nästan tusen år.
Inom romersk-katolsk mysticism ärade Hildegard av Bingen Sofia som en kosmisk person eller "kraft", både i sina skriftliga verk och i sin konst. Inom protestantisk mysticism beskrivs Sofia ibland som Guds visdom, och ibland som en ren, oskyldig ande som utgår från Gud. Sofia ses som uttryckt i hela skapelsen och naturen samt av många kristna mystiker, bland annat Jakob Böhme, som en integrerad del av det andliga välbefinnandet hos människan, i Kyrkan och i kosmos.
Inom gnosticismen ses Sofia som kvinnlig och i likhet med den mänskliga själen, men också som en av de kvinnliga aspekterna av Gud och Kristi brud. Hon anses ha fallit från nåd på något sätt och har på så sätt skapat eller bidragit till att skapa den materiella världen. I den ofitiska gnosticismen betecknas visheten Achamot och är ett ofullkomligt ljusväsen.

## Sophia som helgon och gudinna
I klassisk grekisk tradition var Sophia snarast en personifikation, inte en "gudinna". Grekiska gudinnor associerade med visdom var Metis och Athena (latin Minerva). Under den romerska kejsartiden blev det vanligt att avbilda dygder och ideal allegoriskt som kvinnor. I biblioteket i Efesos, byggt under andra århundradet, uppfördes fyra skulpturer som avbildade kardinaldygderna visdom (Sophia), rättrådighet (Episteme), måttfullhet (Ennoia) och mod (Arete). Från denna tid antar Sophia allt mer egenskaper av makt som ängel eller gudinna inom gnosticismen.
Från medeltiden avbildades den heliga visdomen, Hagia Sophia, i kristen bildkonst som en kvinna. I västlig kristendom framträder hon som en krönt jungfru. I rysk ortodox tradition, som en mer övernaturlig varelse, en krönt kvinna med vingar och glödande röd färg. De teologala dygderna som de tre jungfruliga martyrerna Tro, Hopp och Kärlek, och deras mor Sophia brukar avbildas som tre små flickor stående framför sin mor, klädd som en änka.
Sophia uppmärksammas även i teosofin, vars grundare Helena Blavatsky, beskrivit Sophia som en esoterisk visdomsdoktrin, och att "visdom" var "en emanation av den gudomliga principen "exemplifierad av"...några gudinnor — Metis, Neitha, Athena och den gnostiska Sophia..."
Sophia introducerades i antroposofin av Rudolf Steiner i hans bok The Goddess: From Natura to Divine Sophia och i en senare sammanställning av hans skrifter i Isis Mary Sophia. 
Sedan 1970-talet har Sophia också blivit dyrkad som en gudinna inom feministisk Wicca och i liknande feministiska andliga rörelser.